# Lacharissa tanyzancla
Lacharissa tanyzancla är en fjärilsart som beskrevs av Edward Meyrick 1937. Lacharissa tanyzancla ingår i släktet Lacharissa och familjen stävmalar. Inga underarter finns listade i Catalogue of Life.